# Bedřich z Kolovrat
Bedřich Kolovrat svobodný pán z Libštejna (též Bedřich Libštejnský z Kolovrat, německy Friedrich Freiherr von Kolowrat auf Liebstein, 1408 – 15. července 1432 nebo 1433) byl český šlechtic z rodu Kolovratů, je označován za zakladatele linie Libštejnských z Kolovrat.

## Život
Narodil se jako syn svobodného pána Albrechta z Kolovrat a jeho manželky Kateřiny z Hedčan.
Společně s bratrem Hanušem bojoval na počátku husitských válek na straně krále Zikmunda, Hanuš byl dokonce v čele katolické jednoty na Plzeňsku. 
Po smrti krále Václava IV., navštívil v červnu 1420 hrady Točník a Žebrák král Zikmund Lucemburský a v roce 1421 oba hrady zastavil Erkingerovi ze Seinsheimu, předkovi rodu Schwarzenbergů. Erkinger plánoval provdat svou dceru Elišku za Bedřicha z Kolovrat a 14. května 1421 uzavřel předsvatební smlouvu, jejíž součástí bylo převedení zástavy obou hradů na Bedřicha. Už 7. července 1421 vykonávali bratři Bedřich a Hanuš z Kolovrat patronátní právo ke kostelu sv. Martina v Cerhovicích.

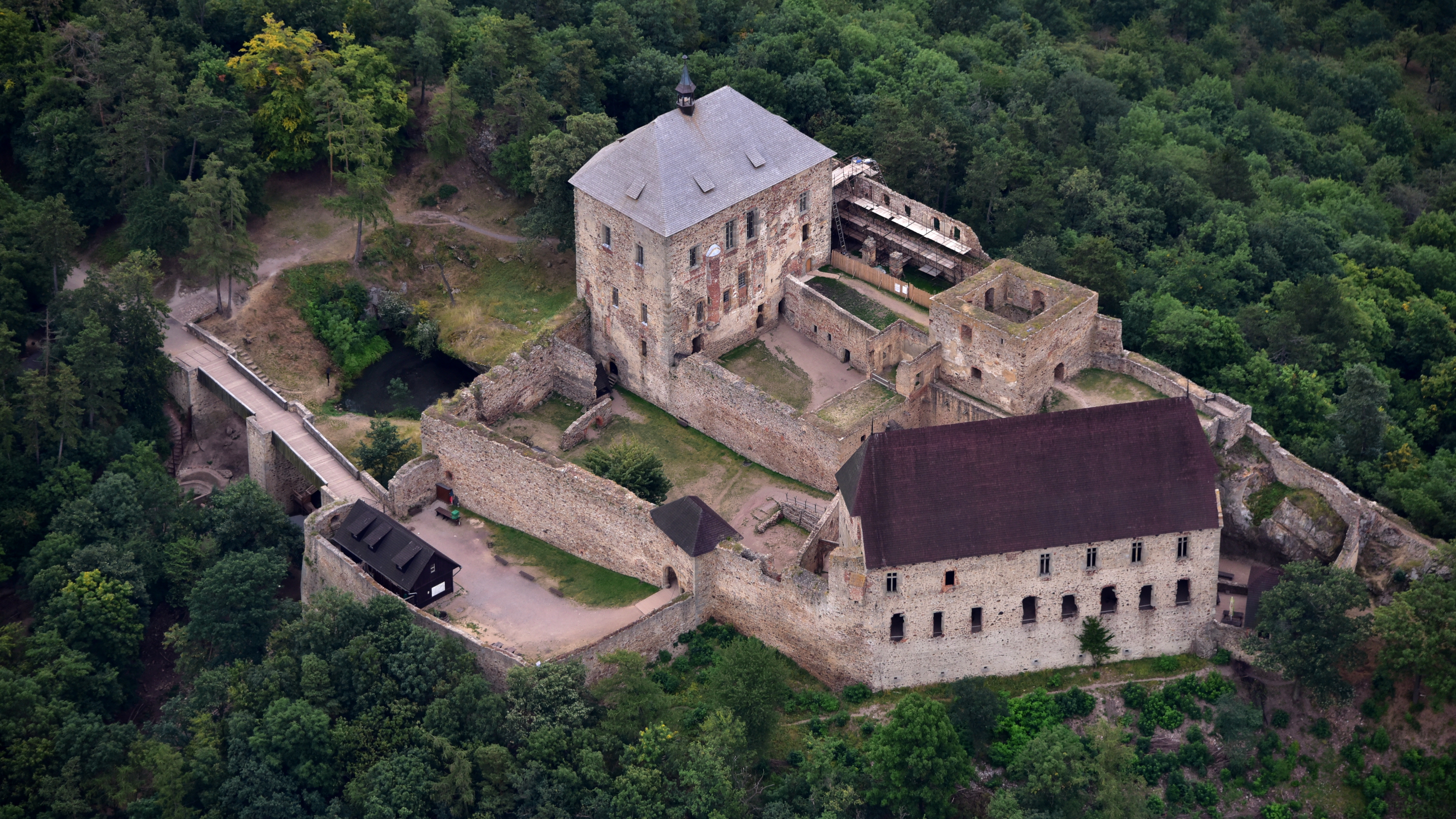
Hrad Točník

Během husitských válek Žebrák i Točník v květnu 1425 neúspěšně obléhalo husitské vojsko čítající 900 jízdních a 7 000 pěších bojovníků. Obležení trvalo tři dny. Oba hrady včetně dalších obléhaných Krašov a Libštejn se ubránily, ale husité jako mstu vypálili a vyplenili města Žebrák a Hořovice vsi v okolí. V roce 1427 se vojenským velitelem hradu stal Habart z Adlaru.
Bedřich s Hanušem a dalšími českými šlechtici žádali císaře o pomoc proti běsnění husitů. Jelikož se jim však pomoci nedostalo, poté, co roku 1430 oblehli husité znovu Libštejn, byli bratři Kolovratové byli nuceni s husity vyjednávat. S Prokopem Holým uzavřeli smír a přislíbili podporu straně podobojí, čímž zachránili hrad Libštejn, dostali se však do nepřízně krále Zikmunda, který zrušil všechna předešlá darování. Bratři Hanuš a Bedřich však zástavu bez zaplacení zpět nevydali. 
Oba bratři se 14. srpna 1431 zúčastnili bitvy u Domažlic, Hanuš jako hejtman husitské jízdy a s Bedřichem táhl s husity na Ilavu, kde se však střetl se silným vojskem krále Zikmunda. Po několika dnech urputných bojů museli husité s velkými ztrátami ustoupit. Další neúspěchy zaznamenal také v boji s karlštejnskými, kteří ho v roce 1432 napadli, načež musel uprchnout.
Roku 1433 se Erkinger ze Seinsheimu se svým synem Heřmanem definitivně rozhodli přenechat Točník a Žebrák Kolovratům. Ačkoliv formálně se tak stalo v roce 1437, skutečné předání proběhlo už 8. června 1430. Při té příležitosti byl sepsán stav hradních zásob potravin a zbraní. Na hradě tehdy byly čtyři děla (pušky), tři tarasnice, pět pušek „trojanic“, jedenáct ručnic a dvě ručnice zlomené. Střelivo tvořilo několik soudků střelného prachu, tři centy olověných kulí a množství šípů. Z potravin se na hradě mimo jiné nacházelo pět půlfudrových sudů starého piva, půlfudrový a půlvěrdunkový sud a jeden strych hrachu, dva vepři, půl kopy suchých ryb, máslo za dvanáct grošů a libra pepře. Ve sklepě bylo uloženo jedenáct vepřových kýt, čtyři kameny soli a tři rožně sušeného masa.

### Manželství a rodina
Bedřich byl ženatý s Kateřinou z Vartenberka. Měl tři děti: 
- Jindřicha (1434-1467)
- Beneše (1447-1494)
- dceru Elišku, která se provdala za Heřmana z Seinsheimu, syna Erkingera ze Seinsheimu[6]

### Závěr života
Bedřich z Kolovrat zemřel dne 15. července 1433 a bratru Hanušovi tak zůstal hrad Krašov, půlka Kralovic a vsi Brodeslavy, Hubenov, Všehrdy, Újezd, Bukovina, Bílov, Řemešín, Sedlec, díl Potvorova a dvůr Olšany. Po jeho smrti roku 1450 majetek zdědil jeho syn Hanuš II. z Kolovrat.